# Punta Chullera
La punta Chullera o punta de la Chullera, también llamada punta de Cala Sardina, por su límite oriental con esa cala del Mediterráneo, es un pequeño cabo rocoso localizado en el término municipal de Manilva, en la provincia de Málaga, España.
Se halla a unas 2,5 millas de la boca del río Guadiaro. Está formada por las estribaciones de las Mesas de Chullera, en la ladera de la loma Las Mesas. Es de regular altura y sale al sureste con una restinga que se prolonga bastante por debajo del agua.
Muy cerca de esta punta se sitúa el límite divisionario entre la provincia de Cádiz y la provincia de Málaga. Próxima a su extremo se encuentra la antigua torre de la Chullera, redonda, que domina una amplia zona de costa. Es límite de la playa de Cala Sardina.